# Географија Исланда
Исланд је велико острво у Северном Атлантику. Смештено је на североисточном делу Средњоатлантског гребена који се зове гребен Рејкјанес и представља једини већи део овог океанског гребена који се налази изнад нивоа мора.
Налази се јужније од Северног поларног круга и око 250 км југоисточно од Гренланда. Површина острва износи 103.125 km², од тога копнена површина 100.329 km², а водена 2.796 km².
Највиша тачка острва је Хванадалсхнукур (2.110 m). Најдуже реке су Тјоурсау (230 km) и Јекулсау ау Федлум (206 km)

## Геологија
Геолошки гледано, Исланд је једно од најинтересантнијих подручја на планети. Наиме, на острву се истовремено јавља више геолошких феномена који утичу једни на друге. Због тога представља јединствено подручје за истраживање тектонике плоча и вулкана.

### Тектоника плоча

#### Средњоатлантски гребен
Исланд је релативно млад. Стар је око 17-20 милиона година. Разлог томе је његов положај на Средњоатлантском гребену.
Средњоокеански гребени, којима припада и Средњоатлантски гребен, јесу места на којима се океанско дно редовно мења. Конвекцијом у астеносфери на океанском дну се ствара дивергентна сила, услед које се дно „цепа” а настала пукотина попуњава магмом (тзв. ширење океанског дна). На тај начин временом настају подморске планине.
Западни и северозападни део острва састоји се из терцијарних базалтних формација и највећим је делом старији од 3 милиона година. Изузетак чини Снајфедлснес. Тамо је вулканска активност престала пре 7 милиона година, а затим је пре 2 милиона година поново почела. Последње ерупције у овој области догодиле су се у време насељавања око 900. године (у Хнападалуру). Овде још има 3 активна вулканска система.
Источно се од тога се пружају староплеистоценске стене из зоне угаслих вулкана старе око 700.000-3 милиона година. Стене вулкански активног Средњоатлантског гребена су млађе од 700.000 година и стално се обнављају. Источно од вулкански активне зоне налази се источни део зоне угаслих вулкана, који се још зове „Сива базалтна формација”. После тога поново следи терцијарна област, али у мањој мери него на западу острва.
Због сталне вулканске активности проистекле услед ширења Средњоатлантског гребена Исланд се годишње шири за око 2 cm у правцу исток-запад. Међутим, ширење у правцу запада је знатно јаче усмерено него оно на исток.

### Вулканизам
Исланд је једно од вулкански најактивнијих подручја на планети. Због тога је богат вулканским облицима. С једне стране, томе је допринео његов положај у Средњоатлантском гребену, а с друге стране, исландска плума, која се налази испод Исланда.

#### Зона активних вулкана
Зона активних вулкана концентрисана је дуж границе тектонских плоча односно дуж средишње пукотине Средњоатлантског гребена. Овде наиме избија свежа магма. Активни вулкани налазе се у зони нових вулкана широкој само неколико километара (с изузетком вулкана на Снајфелдснесу), која се на јужној половини састоји од две гране, а на северној од једне траке. Све три зоне се спајају у подручју Ватнајекудла. Стара базалтна поља на западу и истоку острва треба приписати терцијарном вулканизму. Ширењем острва у правцу исток-запад тамошњи вулкани су постепено одсечени од средишње пукотине Средњоокеанског гребена. Услед немогућности транспорта магме постали су неактивни. Исто важи и за Сиву базалтну формацију зоне неактивних вулкана. Најстарији базалти плеистоцена су веома слични терцијарним. Садрже међутим више седимената, пелагонита, као и наслага стена типа морене (тилита), који документују глацијалну активност на острву.
Најактивнији вулкани налазе се на ненасељеном Исландском платоу. Предели у којима је вулканска активност нарочито уочљива, јесу нпр. Ландманалаугар на југу или Крафла-Калдера на северу острва. Многим вулканима је врх прекривен глечером. То су:
- Ватнајекидл (8.100 km²)
- Лангјекидл (953 km²)
- Хофсјекидл (930 km²)
- Мирдалсјекидл (595 km²)
- Дрангајекидл (199 km²)
- Ејафјадлајекидл (107 km²)

У близини острва налазе се вулканска острва (Хејмаеј, Суртсеј и др.).
Последње вулканске ерупције догодиле су се 2000. (Хекла), 2004 (Гримсветн), 2010 (Ејафјадлајекидл), 2011 (Гримсветн) и 2014 (Баурдарбунга).
На пољима лаве налази се много пећина (и на пољима блок лаве и на пољима пахоехое лаве). На исландском се оне зову Хедлисхраун (пећине од лаве).

#### Јастучасте лаве, штитасти вулкани и месе
Током леденог доба, када је глечер од више стотина метара прекрио цео Исланд, формирао се један посебан облик вулканизма. Тада је долазило углавном до ефузивног транспорта магме. При томе се глечер топио тамо где је излазила магма. Услед високог притиска леда и брзог хлађења путем контакта са водом дошло је до формирања пилоу лаве или јастучасте лаве. Јастучасти гребени се данас могу видети на пример у Сигалди на југу острва. Транспорт магме би наставио да се одвија, притисак би постепено опадао и ерупцијом пепела настао би тзв. палагонит-туф. Пошто би вулкан пробио глечер, изнад леда би ефузивним транспортом магме настао штитасти вулкан. Штитасти вулкани транспортују течну лаву, која се нашироко шири. Због тога имају нагиб од само 8 степени (нпр. Кјалхраун). Пошто би лава пробила ледени штит глечера, формирали би се базалтни платои. После топљења глечера настао би вулкан у облику стола или туја са својим карактеристичним стрмим зидовима (нпр. Хердубрејд)

#### Линеарне ерупције и низови кратера
На острву се могу срести и многи други типови вулкана. Између осталог, најчешће су линеарне ерупције. При таквој ерупцији вулкан избацује магму дуж једне пукотине дугачке и до неколико километара. Тако је 930. године еруптирао процеп Елдгјау дугачак 30 км.
Избацивање магме се постепено концентрише углавном на одређеним местима. Овде се формура један мали конус, који формира читав ланац вулкана, тзв. низ кратера, као нпр. пукотина Лаки на јужном Исланду, где је 1783. године на дужини од око 25 км настао ланац кратера са преко стотину димњака.

#### Друге врсте вулкана
Стратовулкана на Исланду има само у веома малом броју. Транспорују велике количине риолитског пепела и имају типичан облик конуса (нпр. Снајфедлсјекидл)
Вулкан Хекла има јединствен облик и важи за мешавину вулканске пукотине и стратовулкана.
И прстени од туфа се могу наћи на острву. Настали су јединственим случајем избијања магме, фреатомагматичком експлозијом, приликом које би лава дошла у додир са водом. Најпознатији пример овог типа кратера је Хверфјадл на језеру Миватн.

### Утицај воде

#### Глечери
Исланд је познат као земља ватре и леда. То није без разлога. Поред 33 активна вулканска система овде има најразличитијих облика вода. Међу њима ништа мање битни нису глечери, који су дали облик острву.